# Construcciones y Auxiliar de Ferrocarriles
Construcciones y Auxiliar de Ferrocarriles — іспанська компанія, що працює у галузі машинобудування.
Штаб-квартира розташована у Беасаїн, центральний офіс у Мадриді
.
CAF є одним з найбільших у світі виробників рейкових рухомих складів, випускає потяги для метрополітенів, залізниць, трамваї, високошвидкісні поїзди тощо.

## Історія

### Fábrica de Hierros San Martín
В 1860 році Домінго Гоїтія, Мартін Усабіага та Хосе Франсіско Аран створили компанію, що займалася пудлінгуванням та вальцюванням циліндрів.

### La Maquinista Guipuzcoana
В 1892 Франциско Гоїтія (син і спадкоємець Домінго Гоїтія) об'єднався з Marquis of Urquijo для створення La Maquinista Guipuzcoana, що діяла з обладнанням та виробництвом рейкового рухомого складу.
В 1898 було засновано завод у Беасаїні, Гіпускоа (місце розташування центрального заводу та штаб-квартира.
В 1905 році назва була змінена на Fábrica de Vagones de Beasain.

### Compañía Auxiliar de Ferrocarriles
Compañía Auxiliar de Ferrocarriles була утворена в 1917 році (вважається 'роком народження' CAF), спеціалізувалася на вантажних вагонах, штат співробітників 1600 осіб.
У 1940 році відкрито завод в Іруні, щоб задовольнити потреби Іспанії після громадянської війни.
У 1954 році компанія здобула контроль над Mobile Material and Construction (MMC) — підприємство у Сарагосі, спеціалізоване на виробництві потягів для подальшого нагляду та вагонів метро.
У 1969 році в компанії було відкрито R&D, щоб посилити позиції компаній у технологіях.

### Construcciones y Auxiliar de Ferrocarriles
У 1971 CAF (Compañía Auxiliar de Ferrocarriles на цей момент) здобула сучасне розшифрування.
У 1988—1994 компанія здійснила реорганізацію та модернізацію підприємств, а в 1990 р. брала участь у побудові для першої швидкісної лінії AVE (потяги були побудовані Alstom на базі TGV Atlantique, але за участю CAF)
.
З 1992 року CAF розпочало розширення міжнародного ринку, розпочало продаж продукції на експорт та створило технічні бази.
Наприкінці 1990-х компаній виграла декілька важливих конкурсів, у тому числі на поставлені вагони метро у Вашингтоні, США, потяги для аеропортових експресів у Хітроу та Гонконзі.

## Акціонери
Торги акціями компанії проводять на Мадридській фондовій біржі. Br 
У таблиці нижче наведені основні акціонери, з часткою акцій понад 3 %
| Акціонер      | Акції   | Компанія                                        |
| ------------- | ------- | ----------------------------------------------- |
| BNP Paribas   | 5,473 % | BNP PARIBAS SECURITIES SERVICES LUX A/C CEDA    |
| Співробітники | 29,56 % | CARTERA SOCIAL, S.A.                            |
| Kutxabank     | 19,06 % | CK Corporación Kutxa, S.L.                      |
| Banca Cívica  | 3,010 % | Compañía Andaluza de Rentas e Inversiones, S.A. |

## Продукція

### Вагони метро
| Місто                     | Кількість            | Дата замовлення                                               | Примітки | Фото |
| ------------------------- | -------------------- | ------------------------------------------------------------- | --- | ---- |
| Алжир                     | 14                   | 2006 Постачання: 2010                                         | 6-вагонні потяги Крім постачання вагонів, CAF займалася обладнанням лінії (сигнальне обладнання, електрообладнання тощо.)             |      |
| Бельгія Брюссель          | 15+6                 | 2004, 2006 Постачання: ?, 2011                                | 6-вагонні потяги для лінії 2 |      |
| Бразилія Сан-Паулу        | 17                   | Постачання: 2010                                              | 6-вагонні потяги для ліній 1 та 3 |      |
| Бразилія Сан-Паулу        | 25                   | 2011 Постачання: з 2013                                       | 6-вагонні потяги для лінії 5 |      |
| Венесуела Каракас         | 48 потягів           |                                                               | 7-вагонні потяги для лінії 1 Крім постачання вагонів, CAF займалася обладнанням лінії (сигнальне обладнання, електрообладнання тощо.) |      |
| Індія Калькутта           | 14 потягів           | 2012 Постачання: з 2014                                       | 6-вагонні потяги для лінії 2 |      |
| Іспанія Барселона         |                      |                                                               | Серія 1000. Виведені з експлуатації                                                                                                   |      |
| Іспанія Барселона         |                      | Серія 1100. Виведені з експлуатації                           | |      |
| Іспанія Барселона         |                      | Постачання:1997-2001                                          | Серія 2000, серія 2100, серія 500 (модифікація серії 2100 для лінії 11); 5-вагонні потяги                                             |      |
| Іспанія Барселона         | 42 потяги обох серій |                                                               | Серія 3000, серія 4000 |      |
| Іспанія Барселона         | 39 потягів           | 2003                                                          | Серія 5000, 5-вагонні потяги |      |
| Іспанія Барселона         | 10 потягів           | 2005 Постачання:2007-2008                                     | Серія 6000, 5-вагонні потяги |      |
| Іспанія Більбао           | 24 потяги            | Постачання: 1995—1996                                         | Серія 500, 4-вагонні потяги з можливістю додавання 5-го вагона                                                                        |      |
| Іспанія Більбао           | 13 потягів           | Постачання: 2000—2001                                         | Серія 550, 4-вагонні потяги з можливістю додавання 5-го вагона                                                                        |      |
| Іспанія Більбао           | 9 потягів            | Постачання: 2009—2010                                         | Серія 600, 5-вагонні потяги |      |
| Іспанія Мадрид            |                      | Постачання: з 1985                                            | Серія 2000 |      |
| Іспанія Мадрид            |                      | Постачання: з 1995                                            | Серія 2000B, удосконалення серії 2000 у партнерстві з Bombradier                                                                      |      |
| Іспанія Мадрид            | 90 потягів           | 2004 Постачання: 2006—2008                                    | Серія 3000 |      |
| Іспанія Мадрид            | 130+65+24+36         | Постачання: 1974—1976, 1982—1986, 1987, 1993(замовлення 1991) | Серія 5000, двовагонні потяги. Експлуатувалися до 2011 року, кілька двовагонних складів в зчепленні.                                  |      |
| Іспанія Мадрид            |                      | Постачання: 1998                                              | Серія 6000. Двовагонні потяги, експлуатуються в зчепленні. Розроблявся спільно з Alstom та Siemens                                    |      |
| Іспанія Мадрид            |                      | Постачання: 2001—2003, 2008—2011                              | Серія 8000, серія 8100, серія 8400. Розроблявся спільно з Alstom, Bombardier та Siemens.                                              |      |
| Іспанія Пальма-де-Майорка | 6 потягів            | Постачання: 2007                                              | Серія 3000, 2-вагонні потяги |      |
| Італія Рим                | 45                   | 2001 Постачання: 2004—2006                                    | 6-вагонні потяги |      |
| Італія Рим                | 15                   | 2012                                                          | Нові 6-вагонні потяги для лінії B та її нової дільниці B1                                                                             |      |
| Колумбія Медельїн         | 12 потягів           | 2009 Постачання: з 2011                                       | 3-вагонні потяги |      |
| Мексика Мехіко            | 15 потягів           | 1992 Постачання: 1992—1994                                    | Модель NE-92, 9-вагонні потяги на шинах                                                                                               |      |
| Мексика Мехіко            | 45 потягів           | 2002 Постачання: 2004—2006                                    | Модель NM-02, 9-вагонні потяги на шинах. Створювалися і вироблялися у партнерстві з Bombardier                                        |      |
| Мексика Мехіко            | 9 потягів            | 2007 Постачання: з 2009                                       | Модель FE-07, 9-вагонні потяги |      |
| Мексика Мехіко            | 30 потягів           | 2010 Постачання: з 2012                                       | Модель FE-10, 7-вагонні потяги |      |
| Румунія Бухарест          | 16                   | 2011 Постачання: 2013                                         | 6-вагонні потяги для нової лінії 5 |      |
| США Вашингтон             | 96                   | Постачання: 2001—2004                                         | 2-вагонні потяги |      |
| Туреччина Стамбул         | 30 потягів           | 2009 Постачання: 2011—2012                                    | 4-вагонні потяги для лінії M4 |      |
| Фінляндія Гельсінкі       | 20                   | 2012 Постачання: з кінця 2014                                 | Дизайн буде схожий з використовуваними в Гельсінкі M200; передбачається автоведения                                                   |      |
| Чилі Сантьяго             | 20+12 потягів        | 2007 Постачання: 2009—2010, ?                                 | 9-вагонні потяги |      |

### Трамваї
Модельний ряд трамваїв представлено серією Urbos. Станом на липень 2013 трамваї Urbos трьох поколінь поставлено до 22 міста Іспанії, Туреччини, Бразилії, Сербії, Угорщини, Великої Британії, Франції, Швеції, Тайваню і США. У серії є найдовші у світі 9-секційні 56-метрові зчленовані трамваї CAF Urbos 3/9, які експлуатуються у Будапешті з 2016 р

### Легкорейкові системи
| Місто                          | Кількість  | Дата замовлення          | Примітки | Фото |
| ------------------------------ | ---------- | ------------------------ | --- | ---- |
| Аргентина Великий Буенос-Айрес | 9 потягів  | Постачання: 1995         | Потяги для легкорейкової залізничної мережі Tren de la Costa Великого Буенос-Айресу. Двовагонні потяги з наскрізним проходом. |      |
| Іспанія Валенсія               | 40 потягів | ~1987-1994 (?)           | Серія 3700. Використовується у метрополітені Валенсії, проте, виробник класифікує ці потяги не як продукт для метро, а як продукт для легкорейковового транспорту. |      |
| Іспанія Кадіс                  | 7 потягів  | 2009                     | Потяги для нової споруджуваної легкорейкової мережі Кадіса, що буде одночасно як міським транспортом, так і буде сполучати місто з аеропортом та іншими містами Андалусії. Технічно потяги проектувалися на основі трамваїв серії CAF Urbos, проте, вони не з низькою підлогою (55 % низької підлоги). Візки пристосовані для руху звичайними залізничними лініями. Цікавою особливістю є наявність дверей уздовж вагона на різних рівнях — для посадки із залізничних та трамвайних платформ. |      |
| Мексика Монтеррей              | 22 потяги  | Постачання: 2004—2005    | Модель MM93 для мережі швидкісного міського транспорту Metrorrey. Потяги двовагонні, з наскрізним проходом. |      |
| Нідерланди Амстердам           | 37 потягів | Постачання: 1996—1997    | S3 має пантограф, а M4 призначені для живлення від третьої рейки. Формально потяги відносять до Амстердамського метрополітену, проте, лінії, на яких експлуатують потяги, можна класифікувати як штадтбан. Потяги двовагонні з наскрізним проходом, використовуються два потяги у зчепленні. |      |
| США Піттсбург                  | 28 потягів | 2000 Поставки: 2003—2004 | Двовагонні потяги з наскрізним проходом для легкорейкової мережі Піттсбурга. Крім постачання 28 нових потягів, CAF провів глибоку модернізацію вагонів Siemens, побудованих в середині 1980-х — 40 за контрактом 2000 року (модернізація в 2005—2006), і ще 15 в 2007—2008. |      |
| США Сакраменто                 | 20 потягів | Поставки: 2003           | Серія 200 для легкорейкової системи Сакраменто. Двовагонні потяги з наскрізним проходом. |      |

### Високошвидкісні поїзди
| Держава   | Модель          | Дата замовлення             | Кількість   | Примітки | Фото |
| --------- | --------------- | --------------------------- | ----------- | --- | ---- |
| Іспанія   | Серія 104 RENFE | 2003                        | 20 потягів  | Розроблено у партнерстві з Alstom (використання технології Pendolino) для іспанських залізниць (RENFE). Максимальна швидкість 250 км/год. Використовується в продуктах RENFE Avant                                                      |      |
| Іспанія   | Серія 120 RENFE | 2001 Експлуатація: з 2006   | 12 потягів  | Максимальна швидкість 250 км/год. Потяг має 4 вагонів, експлуатується зчепленням двох потягів в один. Використовується в продуктах RENFE Alvia                                                                                          |      |
| Іспанія   | Серія 121 RENFE | 2004 Експлуатація: з 2009   | 29 потягів  | Конструкція схожа з серією 120. Відмінності в електрообладнанні і відсутності першого класу (всі місця в поїзді по схемі 2 + 2). Використовується в продуктах RENFE Avant                                                               |      |
| Туреччина | TCDD HT65000    | 2005 Постачання: з 2007     | 12 составов | Модель для TCDD, є похідною від серії 120 RENFE. Максимальна швидкість 250 км/год. Потяги мають 6 вагонів з можливістю збільшення до 8. br / Обслуговують лінії Анкара — Ескішехір та Анкара — Конья                                    |      |
|           | CAF Oaris       | Прототип виготовлено в 2011 |             | На 2020-і потяг проходить випробування. Максимальна швидкість 350 км/год. Доступні варіанти складів в 4, 6 і 8 вагонів. Передбачається, що замовником буде RENFE, і по іспанській класифікації поїзд матиме позначення RENFE серія 105. |      |